# Phantom (アルバム)
『Phantom』（ファントム）は、2022年12月28日にLabel Vから発売されたWayV（威神V）の4枚目のミニ・アルバム。

## 解説
- 2022年12月28日午後6時[注釈 1]、Label VとSM Entertainmentから各種音楽配信サイトで公開された。
- WayVがカムバックするのは、2021年3月に発売した3枚目のミニアルバム『Kick Back』以来、約1年9か月ぶりである。
- 2022年12月9日に発売される予定であったが、11月30日に江沢民元国家主席が死去した影響で、2022年12月28日に発売日が延期された。
- タイトル曲「Phantom」をはじめ、新曲6曲とメンバーがユニットで披露した「Back To You」や「Low Low」を含む全8曲が収録されている[5]。
- アルバムイメージおよびミュージックビデオは、ミュージカル「オペラ座の怪人」をモチーフに制作されている[6]。
- 活動休止中であったルーカスを除く6人でのカムバックである。

## プロモーション

### ミュージックビデオ
- 2022年12月22日、収録曲「Diamonds Only」のトラックビデオを公開した。
- 12月28日、タイトル曲「Phantom」ミュージックビデオがYouTubeのSMTOWNチャンネル及びbilibiliのWayVチャンネルで音源と同時に公開された[6]。
- 2023年1月4日、タイトル曲「Phantom」のパフォーマンスビデオを公開した。
- 1月8日、収録曲「Good Life」のトラックビデオを公開した。
- 1月10日、タイトル曲「Phantom」のパフォーマンスビデオを公開した。

### ライブ映像
- 2023年1月16日、収録曲「时间拼图 (Broken Love)」のライブクリップ映像を公開した。

### リミックスバージョン
- 2023年4月14日、タイトル曲「Phantom」のリミックスシングル「iScreaM Vol.23 : Phantom Remixes」を公開した[7]。Pierre BlancheバージョンとIMLAYバージョンの2つのリミックスバージョンが収録されている。
- 2023年11月15日、メンバーのクンが直接リミックスしたリミックスバージョン「Phantom（KUN Remix）」のミュージックビデオが公開された。原曲の雄大なストリングスをベースに、太鼓、ケンガリ（金属製打楽器）、琵琶など多彩な楽器が追加されている[8]。

## 概要

### 活動
韓国をはじめ、マニラ、バンコク、ジャカルタ、香港、シンガポール、ロンドン、パリなどの世界主要都市でファンミーティングツアーを行なった。
2023年2月22日、日本オフィシャルファンクラブ「WayZenNi-JAPAN」（ウェイズニジャパン）を開設するとともに、5月6日〜7日には日本ファンミーティング「WayV JAPAN EVENT 2023 ‘The First Vision’」を神奈川ぴあアリーナMMにて開催した。WayVにとって初の日本単独イベントであり、2日間で2万人を動員した。
これらのファンミーティングには、クン、テン、シャオジュン、ヘンドリー、ヤンヤンの5人のメンバーが参加した（メンバーのウィンウィンは、他スケジュールのため欠席。旧メンバールーカスは、活動中断中だったため欠席）。

### チャート
iTunesトップアルバムチャートで豪州、インド、メキシコ、ブラジル、ニュージーランド、インドネシア、フィンランド、ロシア、ポーランド、チリ、ポルトガル、シンガポール、トルコ、マレーシア、ベトナム、アルメニア、タイ、イスラエル、フィリピン、カザフスタン、オマーン、オーストリア、パラグアイなど全世界23の国と地域で1位に輝いた。
ワールドワイドiTunesアルバムチャートでは1位を記録した。
韓国のアルバムチャートであるHANTEOチャートとCIRCLE CHARTリテールアルバムチャートでも1位を獲得した。
2023年1月18日付のBillboard JAPAN週間アルバム・セールス・チャート「Top Albums Sales」で10,019枚を売り上げ、5位にチャートインした。

## 収録曲
1. Phantom [3:48]
  - 作詞 ：潘彦廷 (YTP)
  - 作曲 ：JINBYJIN、Karen Poole、Sondre Nystrøm、Farida Benounis、Adrian Mckinnon
  - 編曲 ：JINBYJIN

アバンギャルドな要素と美しいボーカルのハーモニーや壮大なストリングサウンドが印象的なトラップヒップホップベースのダンスポップナンバー[6]。
歌詞には逆境と苦難を「Phantom」になぞらえて、それに操られることなく乗り越えるという意志を込めている[6]。
2. Diamonds Only [3:30]
  - 作詞 ：林欣晔
  - 作曲 ：Mike Daley、Mitchell Owens、Tiyon 'TC' Mack、DEEZ
  - 編曲 ：Mike Daley、Mitchell Owens
3. Good Life [3:13]
  - 作詞 ：周炜杰 (ZHOU WEI JIE)
  - 作曲 ：Connor McDonough、Riley McDonough、Toby McDonough、Castle
  - 編曲 ：Connor McDonough
4. Broken Love [4:05]
  - 作詞 ：潘彦廷 (YTP)
  - 作曲 ：ALYSA、David Simon、ron
  - 編曲 ：ALYSA、밍지션 (minGtion)
5. Bounce Back [3:39]
  - 作詞 ：潘彦廷 (YTP)
  - 作曲 ：Greg Bonnick、Hayden Chapman、Adrian Mckinnon
  - 編曲 ：LDN Noise、Adrian Mckinnon
6. Try My Luck [3:22]
  - 作詞 ：周炜杰 (ZHOU WEI JIE)
  - 作曲 ：Mike Daley、Mitchell Owens、Michael "TruPopGod" Jiminez、Adrian Mckinnon
  - 編曲 ：Mike Daley、Mitchell Owens
7. Back To You (Bonus Track) [4:12]
  - 作詞 ：小寒 (Xiao Han)
  - 作曲 ：Min-Ho Jin
  - 編曲 ：Min-Ho Jin、이종한
  - アーティスト ：WayV-KUN&XIAOJUN
8. Low Low (Bonus Track) [2:57]
  - 作詞 ：RYAN JHUN、Sorana、Paris Carney、David Wilson
  - 作曲 ：RYAN JHUN、Sorana、Paris Carney、David Wilson
  - 編曲 ：RYAN JHUN、dwilly
  - アーティスト ：WayV-TEN&YANGYANG

明るい軽快なビートとパンフルートが調和した清涼なムードのダンスヒップホップ曲[11]。
愛する気持ちを隠さないでほしいという願いと、ときめきを表現した歌詞が印象的な楽曲[11]。